# Dredd bíró (film)
Dredd bíró (eredeti cím: Judge Dredd) 1995-ben bemutatott amerikai sci-fi akciófilm, melyet az azonos című képregényszereplő történeteinek feldolgozásaként Danny Cannon rendezett. A főbb szerepekben  Sylvester Stallone, Armand Assante, Diane Lane, Rob Schneider és Max von Sydow látható.

## Rövid történet
A film 2139-ben, egy disztópikus jövőbeli metropoliszban játszódik. Főhőse az egy személyben rendőri, bírói és ítéletvégrehajtói jogkörrel rendelkező Joseph Dredd bíró, aki alaptalan vádak miatt menekülni kényszerül.

## Szereplők
| Szerep                                 | Színész             | Magyar hang        |
| -------------------------------------- | ------------------- | ------------------ |
| Joseph Dredd bíró                      | Sylvester Stallone  | Vass Gábor         |
| Barbara Hershey bíró                   | Diane Lane          | Kisfalvi Krisztina |
| Rico Dredd                             | Armand Assante      | Mihályi Győző      |
| Herman 'Fergee' Ferguson               | Rob Schneider       | Galambos Péter     |
| Griffin bíró                           | Jürgen Prochnow     | Papp János         |
| Eustace Fargo főbíró                   | Max von Sydow       | Tolnai Miklós      |
| Evelyn McGruder bíró                   | Joanna Miles        | Pásztor Erzsi      |
| Dr. Ilsa Hayden                        | Joan Chen           | Timkó Eszter       |
| Nathan Olmeyer                         | Balthazar Getty     | Dévai Balázs       |
| Miller igazgató                        | Maurice Roëves      | Pataky Imre        |
| Geiger, kereskedő                      | Ian Dury            | Kardos Gábor       |
| Csókos                                 | Phil Smeeton        | Galbenisz Tomasz   |
| Kócos                                  | Ewen Bremner        | Szokol Péter       |
| Foltos                                 | Christopher Adamson | Albert Péter       |
| Apa                                    | Scott Wilson        | R. Kárpáti Péter   |
| Carlos Esposito bíró                   | Peter Marinker      | Rosta Sándor       |
| Thomas Silver bíró                     | Angus MacInnes      | Cs. Németh Lajos   |
| Narrátor (csak hang)                   | James Earl Jones    | Orosz István       |
| Hadúr                                  | James Remar         | Varga Tamás        |
| Vartis Hammond, oknyomozó tévériporter | Mitchell Ryan       | Várkonyi András    |
| Lily Hammond                           | Pat Starr           | Koffler Gizi       |
| Brisco bíró                            | Alexis Daniel       | Anger Zsolt        |
| Mr. Souza                              | Adam Henderson      | Kamarás Iván       |
| Gellar bíró                            | Al Sapienza         | ?                  |
| Monroe bíró                            | Mark Moraghan       |                    |

## Jelölések
- Szaturnusz-díj 1996 – Legjobb sci-fi jelölés
- Szaturnusz-díj 1996 – Legjobb vizuális effektek jelölés
- Szaturnusz-díj 1996 – Legjobb smink jelölés
- Szaturnusz-díj 1996 – Legjobb jelmez jelölés [2]